# Stictodepsa neotropicalis
Stictodepsa neotropicalis (лат.) — вид равнокрылых насекомых из семейства горбаток (Endoiastinae, Membracidae). Единственный представитель рода Stictodepsa.

## Распространение
Неотропика: Южная Америка (Гайана).

## Описание
Голова с антеродорсальными выступами на вершине. Голени задней пары ног с капюшоновидными щетинками (cucullate setae) в ряду III, но такие щетинки отсутствуют в ряду I (самки) или рядах I и II (самцы).
Пронотум не выступает назад и не нависает над скутеллюмом (скутеллюм сзади заострённый). Задние крылья с редуцированным жилкованием, маргинальная жилка отсутствует
.

## Систематика
Род включён в трибу Endoiastini Deitz and Dietrich, 1993